# Kerkeinde (Schoonebeek)
De voormalige buurtschap Kerkeinde vormde samen met het vroegere Westersebos, Middendorp en Oosterse Bos een hele oude nederzetting op de vier zandruggen, in het gebied wat nu Schoonebeek is. Kerkeinde groeide uit tot wat nu de dorpskern van Schoonebeek is daardoor bestaat de buurtschap ook niet meer.